# Richebourg (Pas-de-Calais)
Richebourg ist eine französische Gemeinde mit 2653 Einwohnern (Stand 1. Januar 2022) im Département Pas-de-Calais in der Region Hauts-de-France; sie gehört zum Arrondissement Béthune und zum Kanton Beuvry (bis 2015: Kanton Cambrin).

## Geschichte
In Richebourg liegt der portugiesische Militärfriedhof Cimetière militaire portugais. Hier ruhen 1.831 der 2.160 portugiesischen Soldaten, die im Ersten Weltkrieg in der Region hier ihr Leben ließen.
Die heutige Gemeinde wurde am 21. Februar 1971 durch Zusammenlegung der Gemeinden Richebourg-l'Avoué (INSEE-Code 62706) und Richebourg-Saint-Vaast (INSEE-Code 62707) gebildet.

### Bevölkerungsentwicklung
- 1982: 2006
- 1990: 2463
- 1999: 2484

## Persönlichkeiten
- Géry Leuliet (1910–2015), römisch-katholischer Geistlicher, Bischof von Amiens 1963–1985